# ایگور یوگرافوف
ایگور یوگرافوف (به انگلیسی: Igor Yevgrafov) (۶ دسامبر ۱۹۵۵ - ۱۲ اکتبر ۲۰۲۳) شناگر اهل شوروی بود.